# Zdolny uczeń
Zdolny uczeń (org. Apt Pupil) – nowela Stephena Kinga opublikowane po raz pierwszy w 1982 w zbiorze Cztery pory roku.

## Treść
Młody amerykański chłopak z dobrego domu, Todd Bowden, jest zafascynowany historią, a zwłaszcza tematyką hitlerowskich obozów koncentracyjnych w Europie. Pewnego dnia odkrywa, że w jego sąsiedztwie ukrywa się były komendant jednego z takich obozów. Chłopak postanawia nie powiadamiać o tym nikogo. Udaje się do hitlerowca i szantażem zmusza go do zwierzeń. Opowieści zbrodniarza okazują się mieć duży wpływ na psychikę chłopca.

## Ekranizacje
- Uczeń szatana – film z 1998 roku